# Aarhus (stad)
Aarhus of Århus is een havenstad aan de noordoostkust van Jutland, het vasteland van Denemarken. Het is op Kopenhagen na de grootste stad van het land. De stad behoort tot de regio Midden-Jutland (Midtjylland). Tot 2007 was het de hoofdstad van de provincie Århus. De stad heeft ca. 280.000 inwoners (2019); de gelijknamige gemeente telt er ruim 300.000. Er wonen bijna 800.000 mensen binnen 30 minuten rijden van het stadscentrum.
Het district ligt laag, is vruchtbaar en bebost. De stad is een knooppunt van spoorwegen uit alle delen van het land. De haven is goed en veilig, en landbouwproducten worden geëxporteerd, terwijl kolen en ijzer behoren tot de meest ingevoerde producten. Het bisdom Århus dateert van op zijn laatst 951. De 13e-eeuwse kathedraal is de grootste kerk van Denemarken.
Een hoofdattractie voor toeristen is Den Gamle By (Deens voor De Oude Stad), een openluchtmuseum met oude gebouwen uit de Deense geschiedenis, die uit het hele land verzameld zijn. Ook ARoS Aarhus Kunstmuseum, Moesgård Museum en Vikingemuseet Aarhus bevinden zich in de stad.
De burgemeester van Aarhus is sinds 2011 de sociaaldemocraat Jacob Bundsgaard Johansen.

## Naam
In de middeleeuwen werd de stad Arus genoemd. In IJslandse kronieken is ook sprake van Áróss. De naam is een samenstelling van de woorden ār en ōss. Het woord ār is de genitief van ā, dat 'rivier' betekent. Het woord ōss is een Ouddeens woord voor 'mond(ing)'. In het IJslands wordt het woord nog steeds gebruikt in de betekenis van rivierdelta. Letterlijk betekent de naam dus 'riviermonding', wat te verklaren is doordat de stad bij de monding van het riviertje Århus Å ligt.
De schrijfwijze van de naam werd bij de Deense spellinghervorming van 1948 van Aarhus in Århus veranderd. Sinds 1 januari 2011 geldt de oude schrijfwijze Aarhus weer als de plaatselijke voorkeurspelling, die door de gemeente zelf wordt gehanteerd. Århus blijft echter ook correct. Beide varianten worden als oorhoes uitgesproken.

## Geschiedenis

### Vikingtijdperk
Aarhus is gesticht in het vroege Vikingtijdperk en is daarmee een van de oudste steden van het land, samen met Ribe. Recent archeologisch onderzoek geeft aan dat de stad waarschijnlijk in het laatste deel van de 8ste eeuw is gesticht, vroeger dan eerder werd gedacht. Dit is in 2003 ontdekt bij een opgraving die huizen, vuurplaatsen en een weg heeft blootgelegd.

### 20e eeuw
Tijdens de 20e eeuw werd Aarhus een industriële stad en een commerciële haven. De haven heeft meerdere verbouwingen en uitbreidingen ondergaan en cultureel gezien zette de stad zichzelf als hoofdstad van Jutland op de kaart. Dit kreeg de stad voor elkaar door bibliotheken en een universiteit (Universiteit van Aarhus) te bouwen. Aarhus groeide in de eeuw door als belangrijkste handelscentrum op het schiereiland. Voor grote delen van het schiereiland was het eveneens het belangrijkste centrum voor onderwijs, cultuur en financiën. Tegenwoordig groeit vooral de service-industrie sterk. Voorbeelden van nieuwe industrie uit de 20e eeuw zijn de Flydedokken en de Århus Oliefabrik.

## Cultuur

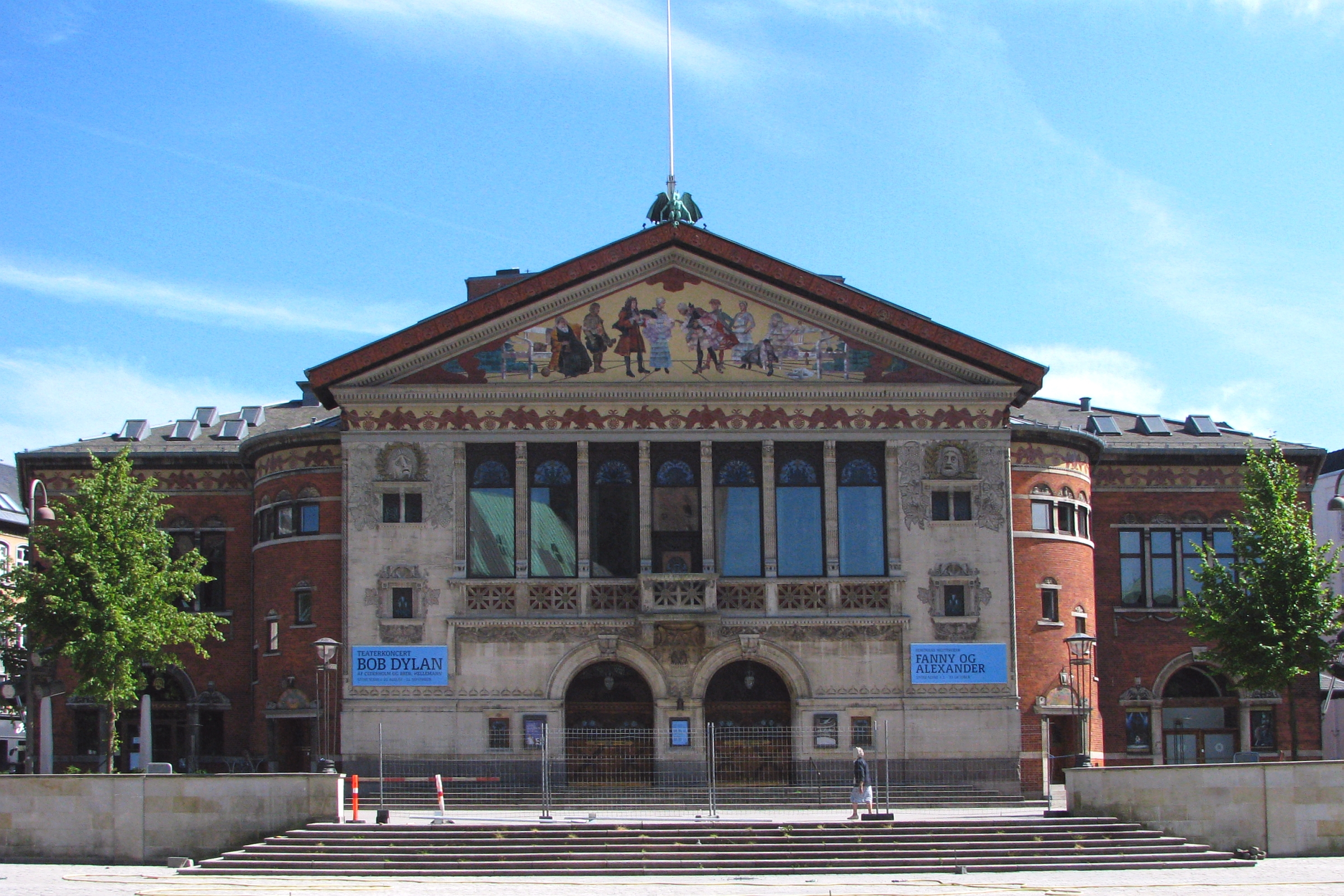
Theater van Aarhus

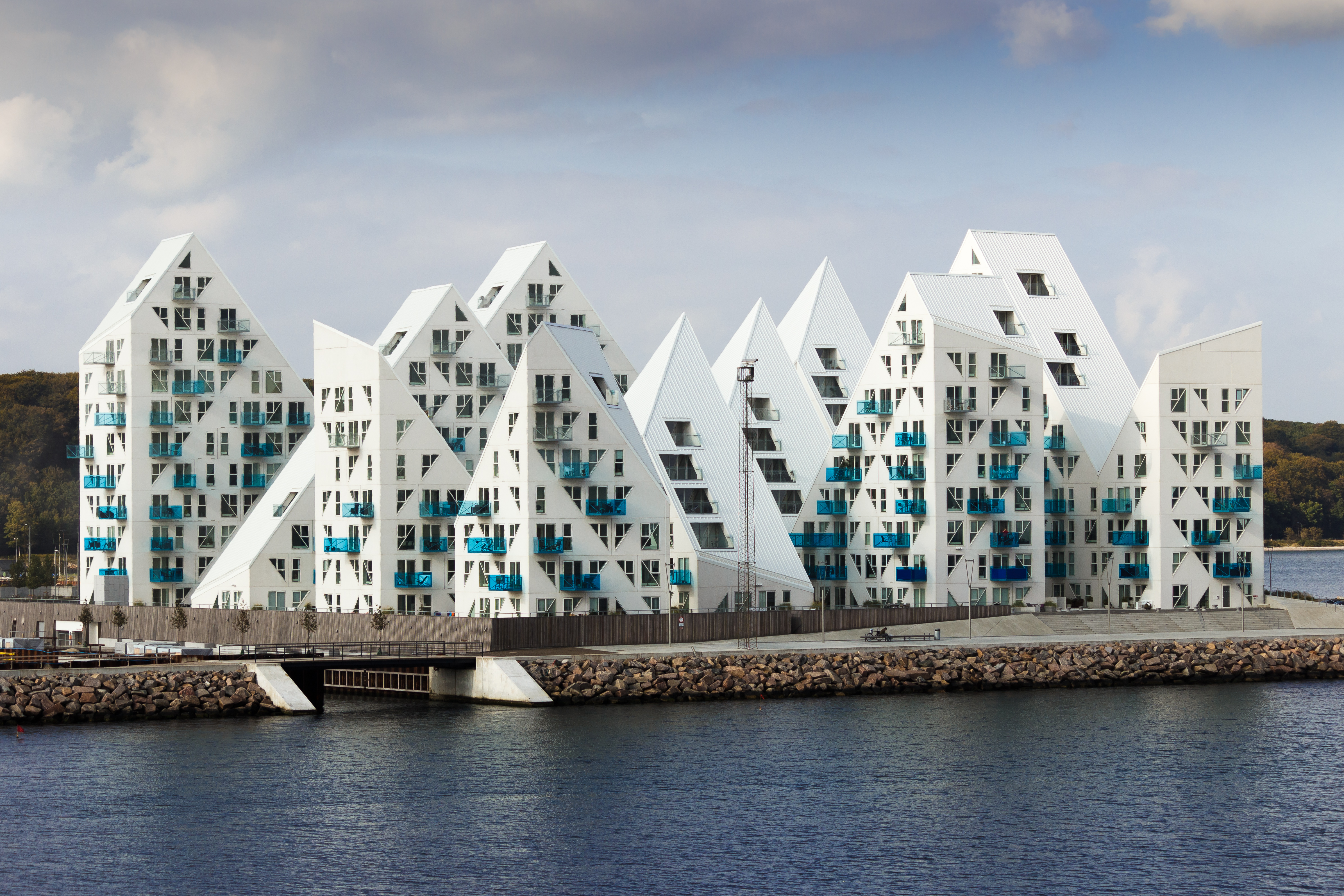
Isbjerget, een appartementencomplex geïnspireerd op ijsbergen

Op initiatief van de burgers van Aarhus werd in de late jaren 1890 een theater gepland ter vervanging van het oude theater. Het nieuwe theater werd ontworpen in art-nouveaustijl door de Deense architect Hack Kampmann (1856-1920). De bouw begon op 12 augustus 1898 en pas twee jaar later werd Aarhus Theater voltooid: het werd ingehuldigd op 15 september 1900. Het theater van Aarhus is het grootste theater in de regio Jutland. Er zijn jaarlijks tot 450 optredens in ongeveer 20 producties.
In 2017 was Aarhus, samen met Paphos, de culturele hoofdstad van Europa.

### Aarhus Ø
In 2008 werd begonnen met het project Aarhus Ø met als doel om de voormalige containerhaven om te bouwen tot een woon- werk- en recreatiegebied. Het gebied bevat een aantal opvallende gebouwen die bekroond zijn met internationale architectuurprijzen. Zo is er het appartementencomplex Isbjerget, waar o.a. het Nederlandse architectenbureau SeARCH bij betrokken was. Het opleidingscomplex Navitas Park, het studentenhuisvestingscomplex Grundfos Kollegiet en het complex Z huset Ook staat hier de woontoren Lighthouse dat met 142 meter hoog een van de hoogste gebouwen van Denemarken is.

## Onderwijs
In Aarhus bevindt zich de Universiteit van Aarhus, de op een na oudste en grootste universiteit van Denemarken.

## Vervoer

### Spoorwegen / Tramtrein project
De stad is verbonden met het nationaal spoornet en ligt op de hoofdlijn Fredericia - Aalborg. Doorgaande langeafstandstreinen moeten in het hoofdstation keren. Er zijn twee lokale spoorlijnen die als een doorgaande lijn geëxploiteerd worden: Odder - Aarhus en Aarhus - Grenaa. In het kader van een tramtrein-project wordt van het station Navitas tot Lystrup een tramtraject door de binnenstad aangelegd dat aan beide kanten zal aansluiten op de lokale spoorlijn Odder - Aarhus - Grenaa voor doorgaande diensten. Tevens zal de lokale spoorlijn Odder - Aarhus - Grenaa geëlektrificeerd worden. De eerste fase van het project is geopend op 21 december 2017.

## Stadsdelen
Enkele buitenwijken van Aarhus zijn:
- Risskov
- Viby
- Åbyhøj
- Skejby
- Brabrand
- Gellerup
- Højbjerg
- Holme (Aarhus)
- Tranbjerg
- Egå
- Skæring

## Partnersteden
- Göteborg, (Zweden)
- Turku (Finland), sinds 1946

## Sport
Aarhus GF is de betaaldvoetbalclub van Aarhus en speelt haar wedstrijden in het Ceres Park. Aarhus GF is meervoudig landskampioen en geen enkele club speelde meer seizoenen in de Superliga.
In 2014 was Aarhus een van de vier speelsteden tijdens het EK handbal (mannen).